# Unidade Especial de Polícia

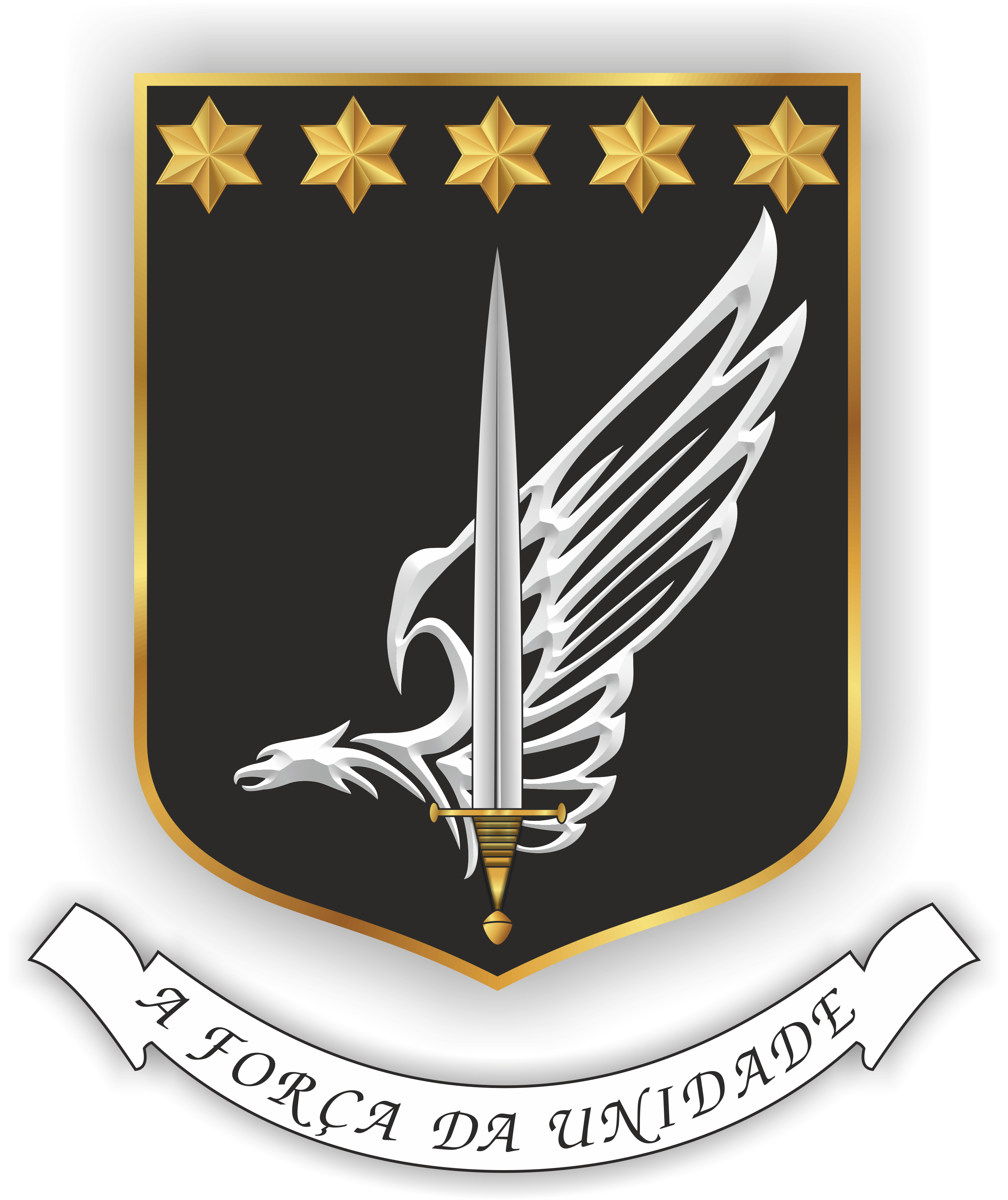
Brasão de Armas da Unidade Especial de Polícia da PSP

Unidade Especial de Polícia (UEP) é um segmento da Polícia de Segurança Pública encarregado de operações de manutenção da ordem pública e seu restabelecimento em distúrbios civis; intervenção policial em situações de alto risco; segurança de instalações sensíveis e de grandes eventos; segurança pessoal de altas autoridades; desativação de explosivos e segurança em subsolo; participação nas forças empregadas em missões internacionais.

## Organização
A UEP é integrada pelas seguintes subunidades operacionais:
- Corpo de Intervenção;
- Grupo de Operações Especiais;
- Corpo de Segurança Pessoal;
- Centro de Inativação de Explosivos e Segurança em Subsolo;
- Grupo Operacional Cinotécnico.